# Ryōto Higa
Ryōto Higa (japanisch 比嘉 諒人 Higa Ryōto; * 17. Oktober 1990 in Takayama) ist ein ehemaliger japanischer Fußballspieler auf der Position eines Mittelfeldspielers.

## Karriere
Higa erlernte das Fußballspielen in der Jugendmannschaft von Albirex Niigata und der Universitätsmannschaft der Niigata University of Health and Welfare. Seinen ersten Vertrag unterschrieb er 2014 beim FC Gifu. Der Verein spielte in der zweithöchsten Liga des Landes, der J2 League. Für den Verein absolvierte er 28 Ligaspiele. 2016 wechselte er zum Drittligisten Blaublitz Akita. Für den Verein absolvierte er 18 Ligaspiele. Ende 2017 beendete er seine Karriere als Fußballspieler.